# اقونیطون (گونه)
اقونیطون (نام علمی: Aconitum napellus) نام یک گونه از سرده اقونیطون است.